# Eversten Holz

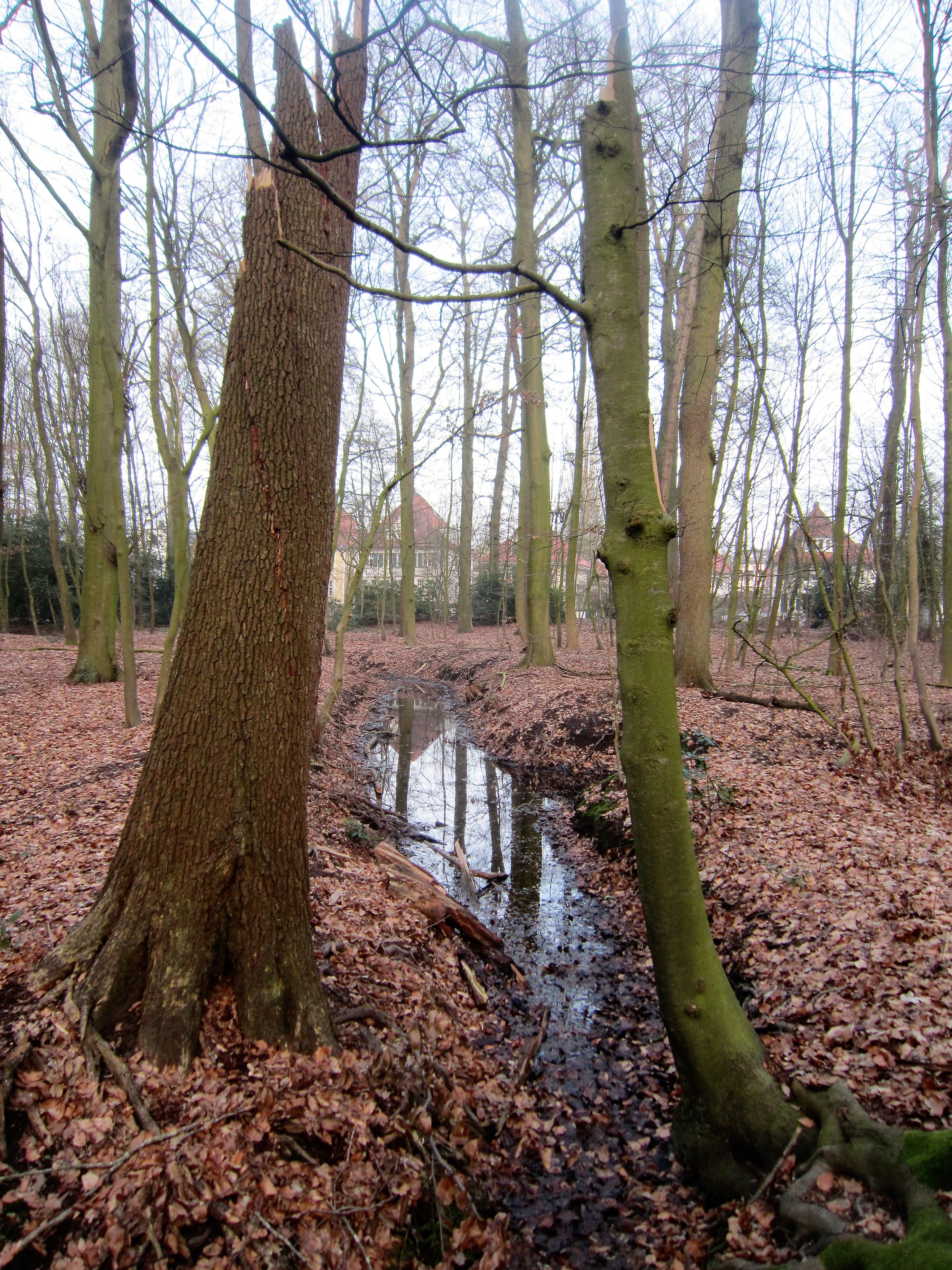
Eversten Holz

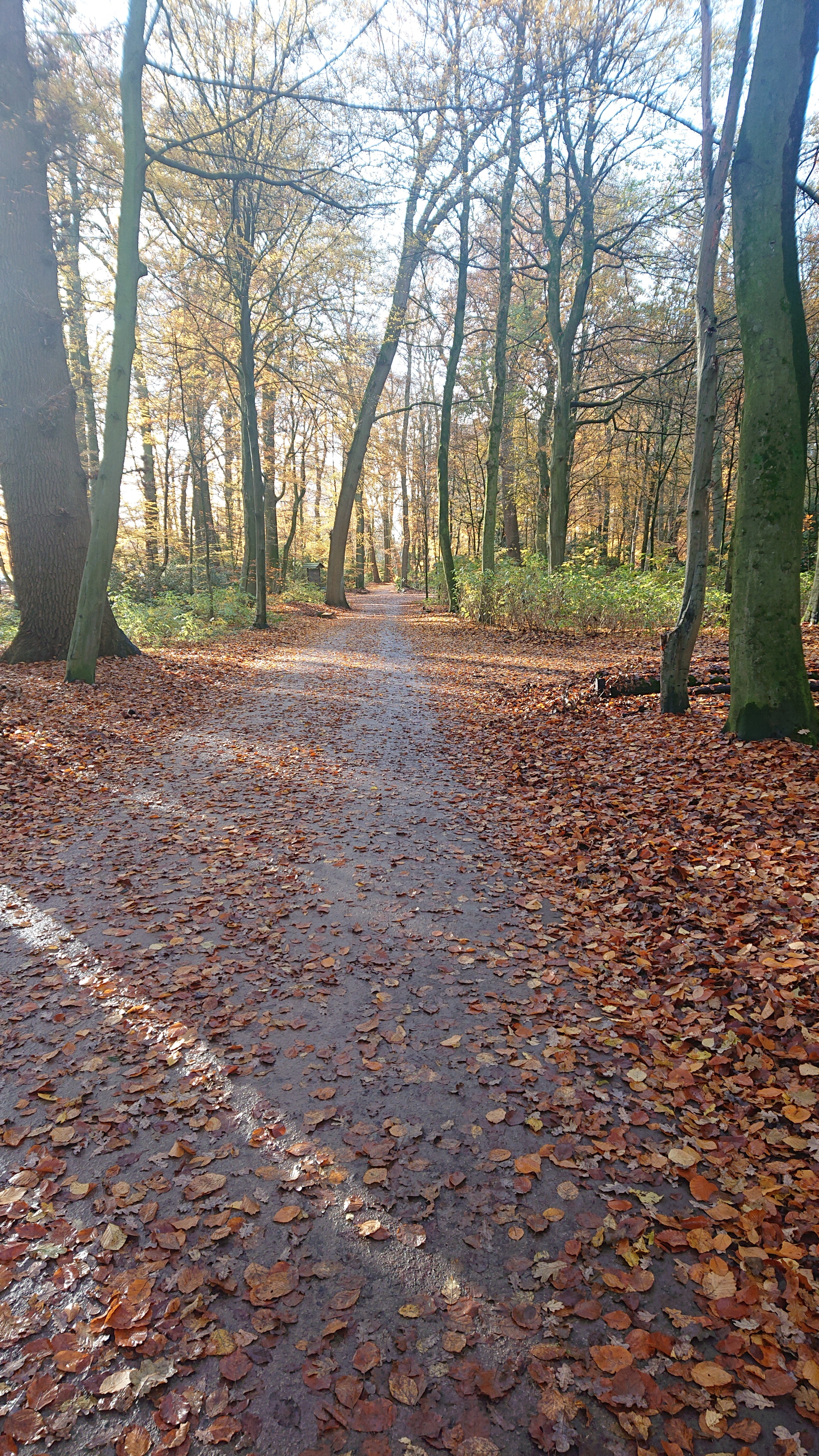
Eversten Holz im November 2024

Erinnerung an den früheren zehnstrahligen Wegestern im Eversten Holz

Das Eversten Holz ist ein etwa 23 ha großes innerstädtisches Naherholungsgebiet im Stadtteil Eversten der Stadt Oldenburg (Oldb) in Niedersachsen mit großen waldähnlichen Anteilen.

## Geschichte
Das ursprünglich außerhalb von Oldenburg gelegene Eversten Holz war von 1428 bis 1667 Jagdrevier der Grafen von Oldenburg. In der sich anschließenden Zeit der Herrschaft der Könige von Dänemark bis 1773 verkam das Waldgebiet mangels Pflege.
Fürstbischof Friedrich August von Lübeck, der von 1773 bis 1785 das neue Herzogtum Oldenburg regierte, verwandelte den Wald mit Hilfe des Forstmeisters Johann Peter Ahlers in eine barocke Gartenanlage. Es wurde hierfür etwa ein System von zehn sternförmig zusammenlaufender Wegen angelegt. Zu dieser Zeit wurden auch die den Wald noch heute prägenden Eichen angepflanzt. Der von 1785 bis 1829 amtierende Nachfolger, Großherzog Peter Friedrich Ludwig, veränderte das Gebiet zu einem Landschaftspark. Er integrierte westlich gelegene Flächen, legte dort geschwungene Wege an und reduzierte die Zahl der in dem Wegekreuz zusammengeführten Alleen auf sechs.

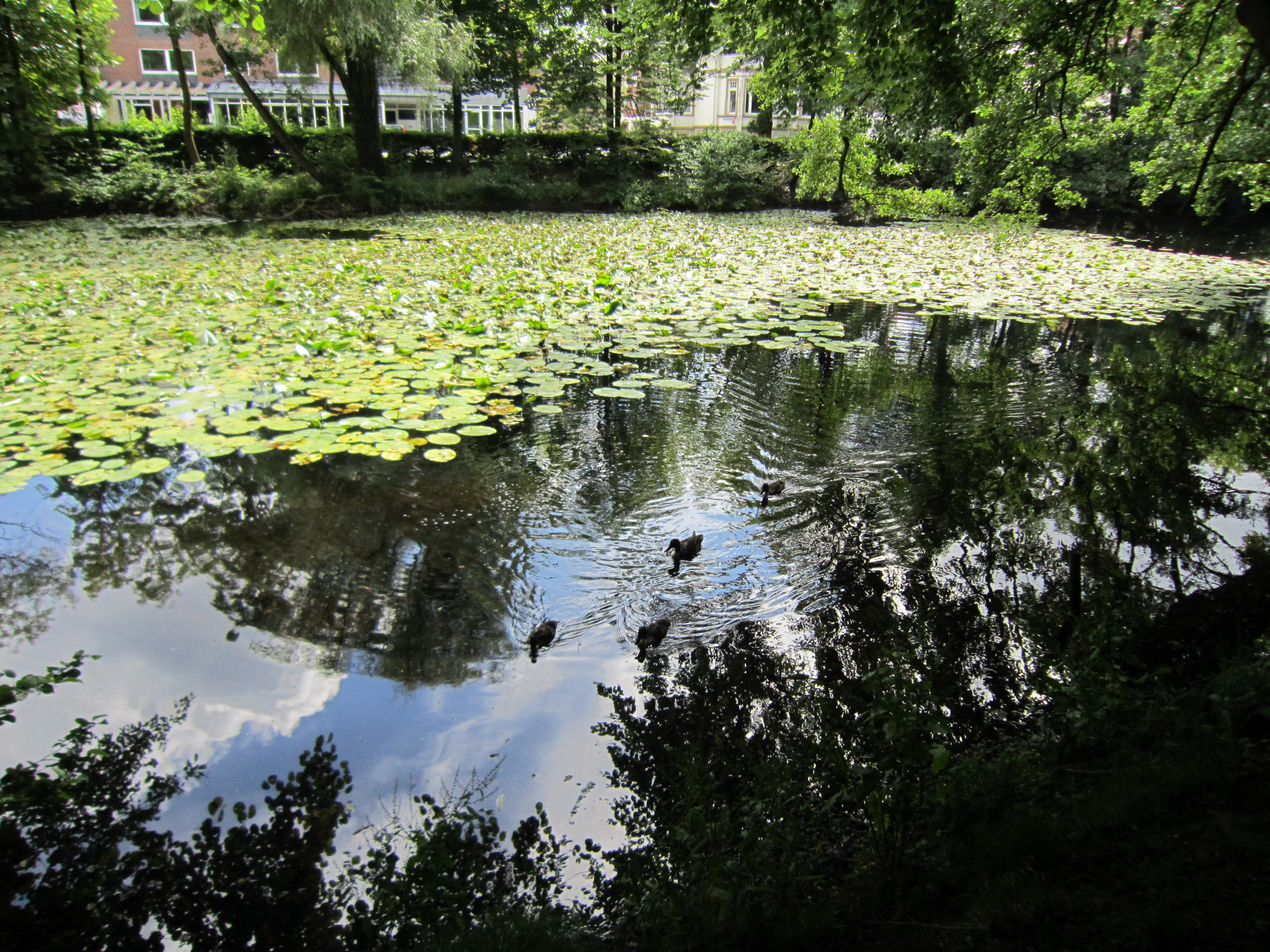
Pferdetränke

In den 1830er Jahren gestaltete Großherzog Paul Friedrich August, dessen Regierungszeit von 1829 bis 1853 dauerte, die Fläche mit Hilfe des Hofgarteninspektors Julius Friedrich Wilhelm Bosse grundlegend zu einem englischen Landschaftsgarten um, wie er noch heute erkennbar ist. Die barocken Elemente wurden größtenteils beseitigt und durch natürlich erscheinende Landschaftsbestandteile ersetzt; im Wegestern kreuzen seither lediglich noch vier Alleen. Im südlichen Teil wurde ein kleiner See, die sogenannte Pferdetränke, angelegt, die auch der Entwässerung des Waldes diente. Seiher war das Eversten Holz ein beliebtes Ausflugsziel der Oldenburger. In der Nähe etablierten sich Gartenlokale und im Wald fanden sogenannte „Holz-Concerte“ statt.
Die Fläche ist seit 1947 als Landschaftsschutzgebiet ausgewiesen und wird auch als Baudenkmal im Sinne des § 3 Abs. 2 des Niedersächsischen Denkmalschutzgesetzes angesehen. Am 6. Juni 1998 kam es bei einem starken Sturm zu erheblichen Beschädigungen des Baumbestandes, die bis heute fortwirken. In den Jahren 2023/24 wurde die Pferdetränke im Rahmen des Projekts „Klimaoasen Oldenburg“ aufwändig entschlammt und durch weitere Maßnahmen versucht, die problematische Wasserqualität zu verbessern.

## Heutige Nutzung
Das heute insgesamt 6,2 Kilometer lange Wegenetz im Eversten Holz wird von Spaziergängern, Freizeitsportlern, Radfahrern, Kindergruppen und Hundehaltern intensiv genutzt. Es gibt eine Liegewiese, eine Hundefreilaufzone sowie einen Spielplatz. Einmal im Jahr findet der sogenannte Brunnenlauf statt. Die Fläche gehört dem Land Niedersachsen als Rechtsnachfolger des Großherzogtums bzw. des Freistaats Oldenburg. Es wird durch die Schlossgartenverwaltung Oldenburg gepflegt und dabei von dem Verein „Freunde des Eversten Holzes e.V.“ unterstützt.

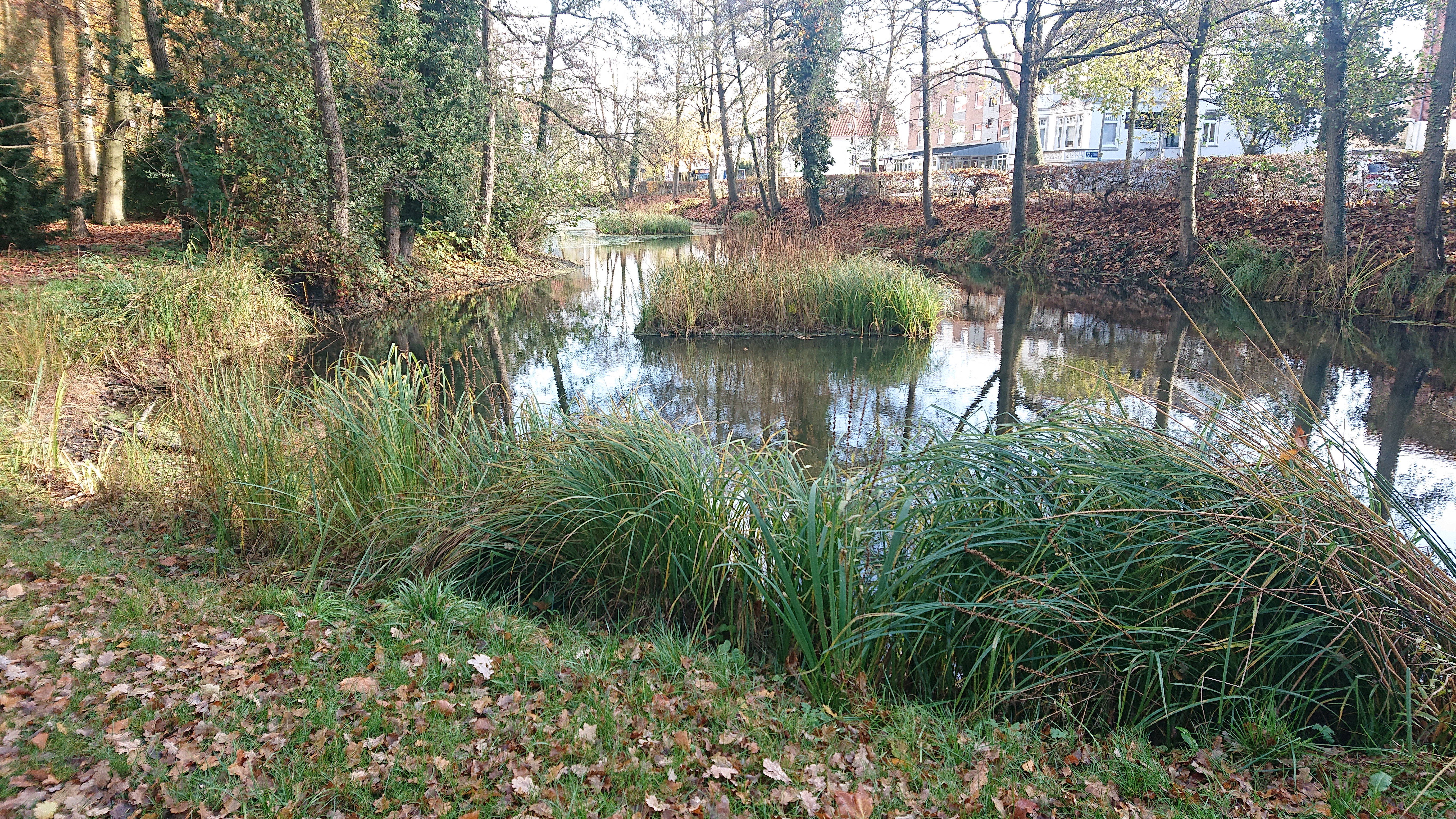
Die Pferdetränke im Eversten Holz nach Sanierung im November 2024